# Солодилов Макар Олексійович
Макар Олексійович Солодилов (13 березня 1909 — 10 липня 1975) — радянський військовий льотчик, Герой Радянського Союзу (1945), у роки німецько-радянської війни командир 109-го гвардійського штурмового авіаційного полку 6-ї гвардійської штурмової авіаційної дивізії 2-го гвардійського штурмового авіаційного корпусу 2-ї повітряної армії 1-го Українського фронту, гвардії майор.

## Біографія
Народився 13 березня 1909 року в селі Липовське (нині Черемисиновський район Курської області) в селянинській родині. Росіянин. Закінчив 7 класів і курси інструкторів буропідривних робіт при Донецькому гірничому інституті. Працював на руднику Рутченкове Донецької області України.
У Червоній Армії з 1934 року. В 1936 році закінчив Ворошиловградську військово-авіаційну школу пілотів.
Учасник боїв на річці Халхин-Гол в 1939 році.
Брав участь у німецько-радянській війні з червня 1941 року. Будучи на посаді командира 109-го гвардійського штурмового авіаційного полку (6-а гвардійська штурмова авіаційна дивізія, 2-й гвардійський штурмовий авіаційний корпус, 2-а повітряна армія, 1-й Український фронт) гвардії майор Солодилов М. О. до травня 1945 року здійснив 116 бойових вильотів, завдавши ворогові великих втрат у живій силі і техніці.
Звання Героя Радянського Союзу з врученням ордена Леніна і медалі «Золота Зірка» (№ 6552) присвоєно 27 червня 1945 року.
З 1947 року майор М. О. Солодилов — у запасі. Жив у місті Слов'янськ Донецької області. Помер 10 липня 1975 року.

## Вшанування пам'яті
Ім'ям Макара Олексійовича Солодилова була названа одна з вулиць міста Слов'янська (до її перейменування у квітні 2024 р. на вул. Михайла Драгоманова).